# أرض الآباء

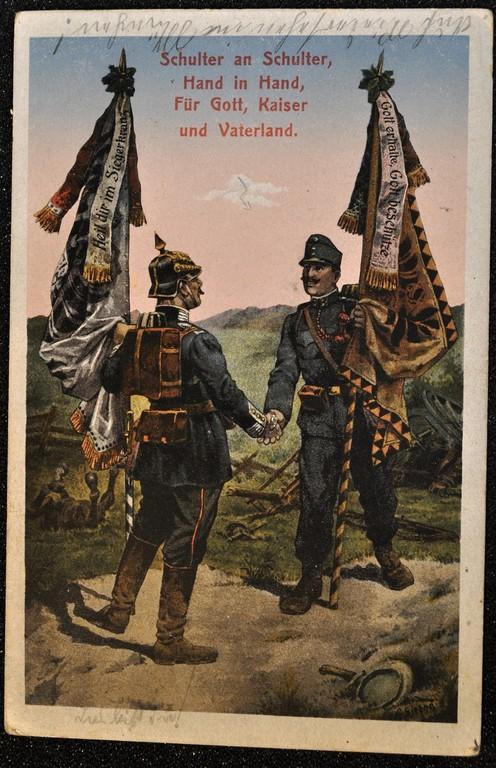
صورة ملصقة تجمع بين الجنديان الألماني والنمساوي في صف واحد وكتبت هذه العبارة "يداً بيد، بإسم الله ثم الإمبراطور وأرض آبائنا"، حيث استعملت هذا الملصق في فترة الحرب العالمية الأولى.

أرض الآباء أو الأجداد (بالألمانية: Vaterland) (بالإنجليزية: Fatherland)‏، هي مصطلح قومي عاطفي تتعلق بالروابط بين الأسرة والهوية، ومعنى أرض الآباء بالإنجليزية أي بلد الأصل أو بلد المواليد، حيث استخدم النشيد الوطني الهولندي بين 1815 و 1932 بعبارة دمائنا هولندية (Wien Neêrlands Bloed).

## مصطلحات قديمة
أستخدم اليونانية القديمة مصطلح باتروس (Patrios)، وكذلك استخدمت الفرنسية القديمة بمصطلح باتريوتي (Patriote)، وكذلك الرومانية القديمة باتريا (Patria).

## الأكثر استخداماً
كان استخدام أرض الآباء الأكثر تداولاً في الدعاية الإعلامية هي ألمانيا النازية؛ حيث تكررت عبارة فاترلاند (Vaterland) عدة مرات. ودعوة الحكومة الألمانية إلى القومية، أي إلى الأرض الألمانية والعرق الآري والدولة.